# Messa del crisma

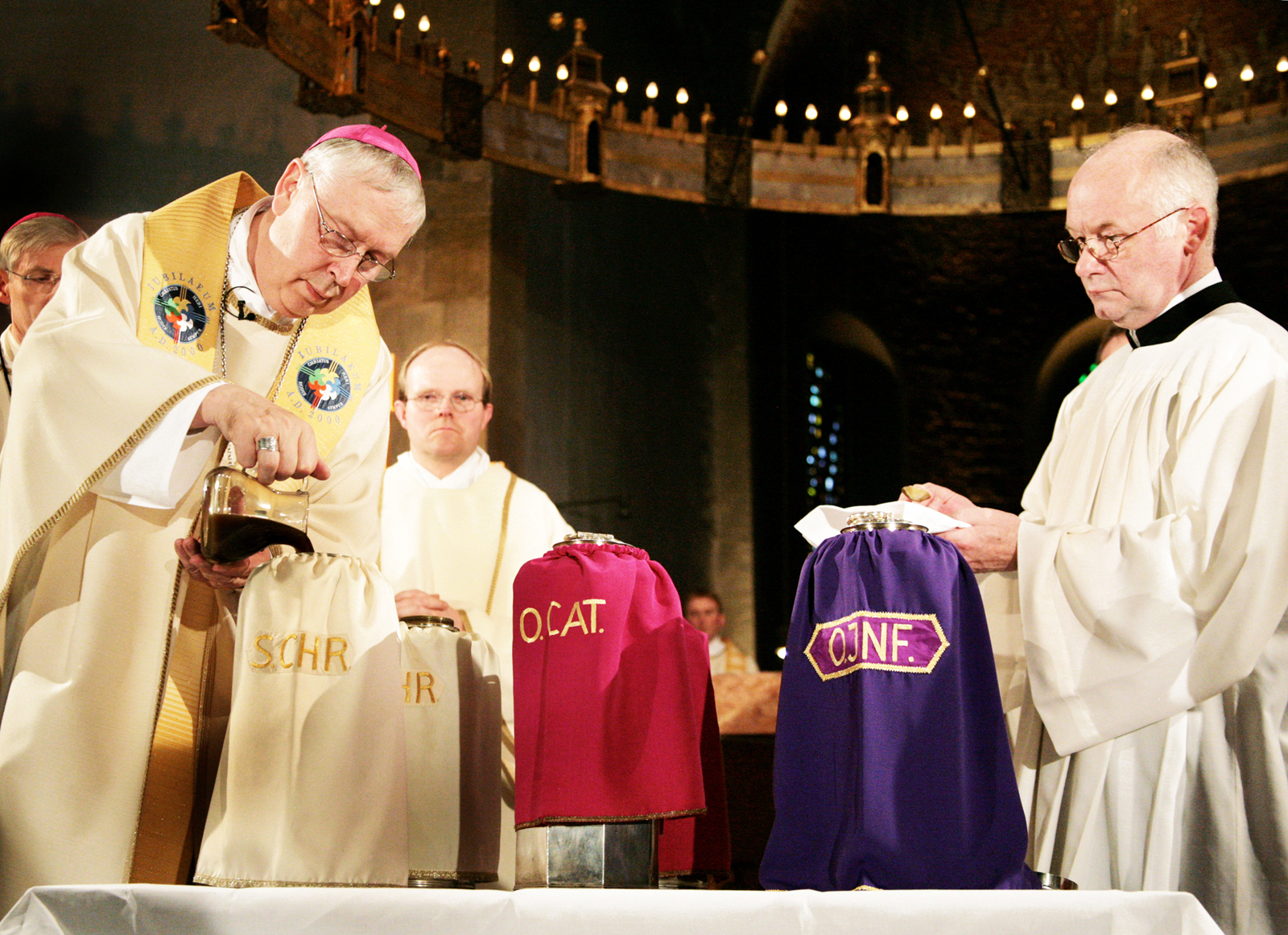
Mons. Norbert Trelle infonde il profumo nell'olio del crisma durante la messa crismale celebrata nella cattedrale di Hildesheim

La messa del crisma, o messa crismale, è la celebrazione eucaristica presieduta dal vescovo nella cattedrale generalmente il mattino del giovedì santo o il pomeriggio del mercoledì santo. Se si frapponessero notevoli difficoltà alla riunione del clero e del popolo con il vescovo, si può anticipare la celebrazione in un altro giorno prossimo alla Pasqua con il formulario proprio della messa.
A questa messa stazionale, che vuole significare l'unità della Chiesa locale raccolta intorno al proprio vescovo, sono invitati tutti i membri del clero diocesano (presbiteri e diaconi). I presbiteri, dopo l'omelia del vescovo, rinnovano le promesse fatte nel giorno della loro ordinazione sacerdotale.
In questa messa, il vescovo consacra gli oli santi: il crisma, l'olio dei catecumeni e l'olio degli infermi.
Essi sono gli oli che si useranno durante tutto il corso dell'anno liturgico per celebrare i sacramenti:
- il crisma viene usato nel battesimo, nella cresima e nell'ordinazione dei presbiteri e dei vescovi, nella consacrazione della chiesa e dell’altare;
- l'olio dei catecumeni viene usato nel battesimo;
- l'olio degli infermi viene usato per l'unzione degli infermi.

Nel 2020, a causa della pandemia di COVID-19, questa celebrazione non si è potuta celebrare nella mattina del giovedì santo ma, in Italia, si è dovuta celebrare nella settimana tra la solennità dell'Ascensione e la solennità di Pentecoste.